# Steinerne Rinne am Buchenberg
Koordinaten: 49° 27′ 23″ N, 11° 23′ 16″ O

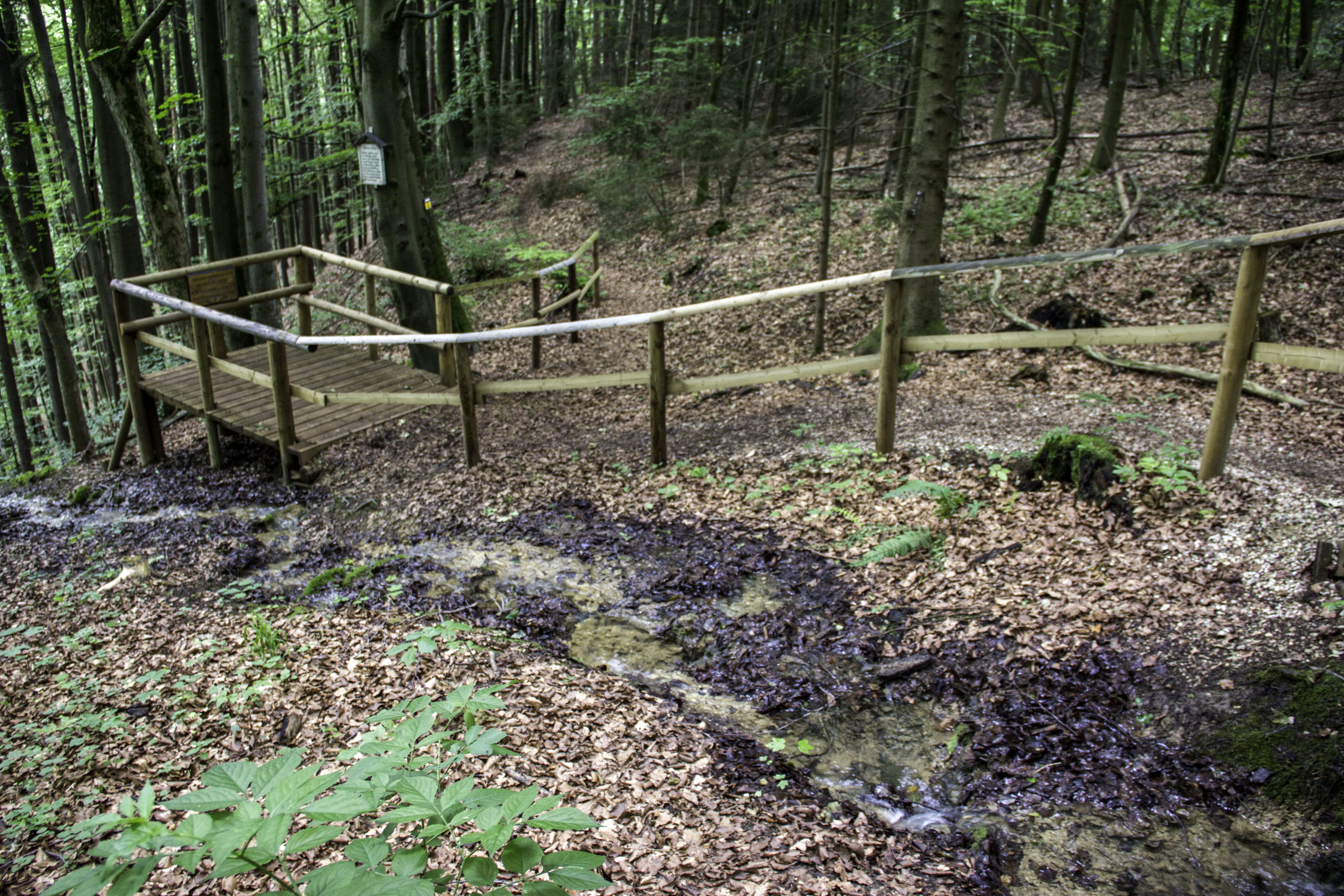
Steinerne Rinne am Buchenberg

Die Steinerne Rinne am Buchenberg ist ein kleines Rinnsal mit Kalktuffablagerung nahe den mittelfränkischen Gemeinden Engelthal und Offenhausen.

## Lage

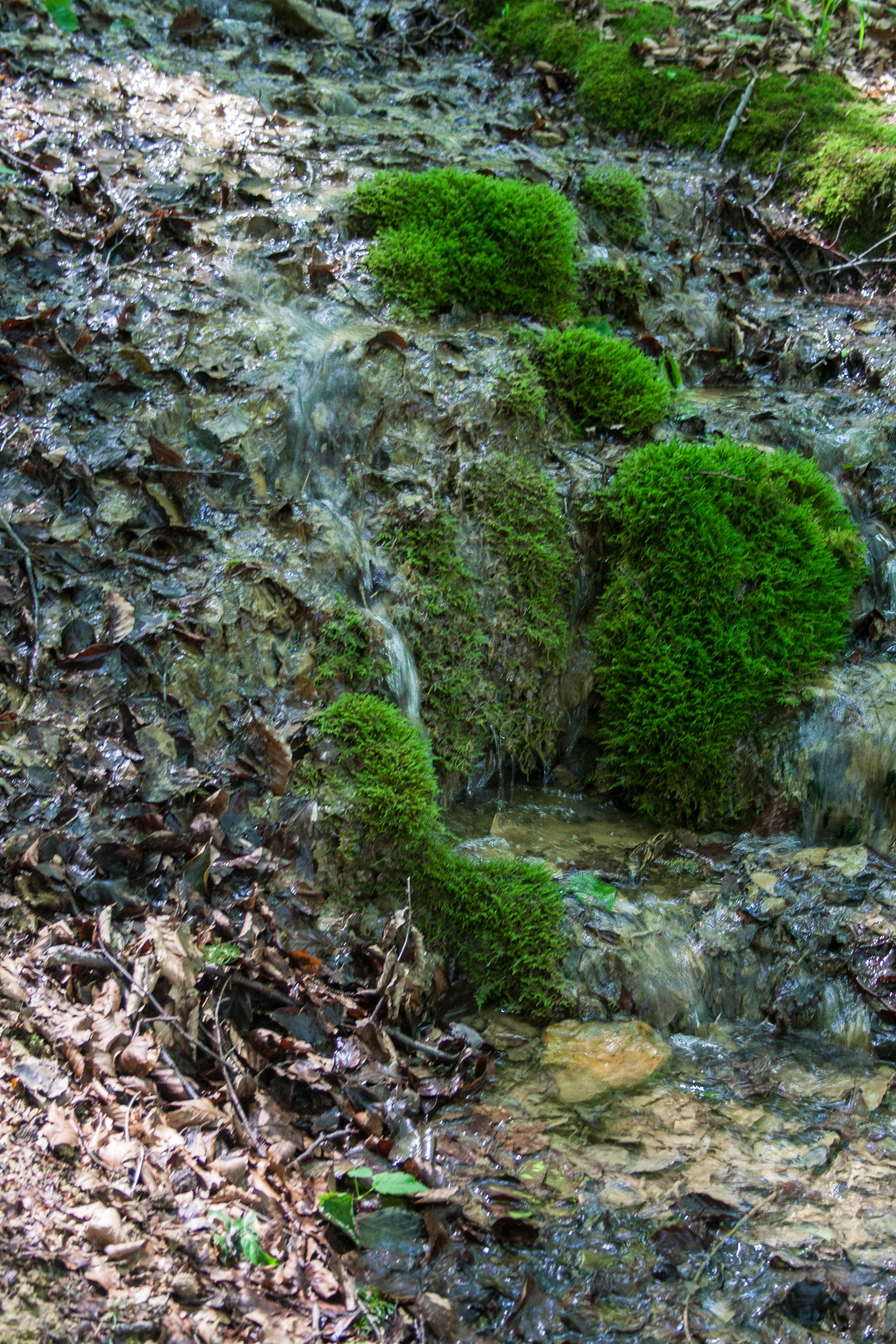
Sinter oberhalb der Rinne

Die Steinerne Rinne liegt im Gemeindegebiet von Offenhausen am Nordosthang des 567 Meter hohen Buchenberges, etwa zwei Kilometer südwestlich der Gemeinde Engelthal. Rund 4,5 km weiter südlich findet sich die Steinerne Rinne bei Raschbach.

## Beschreibung

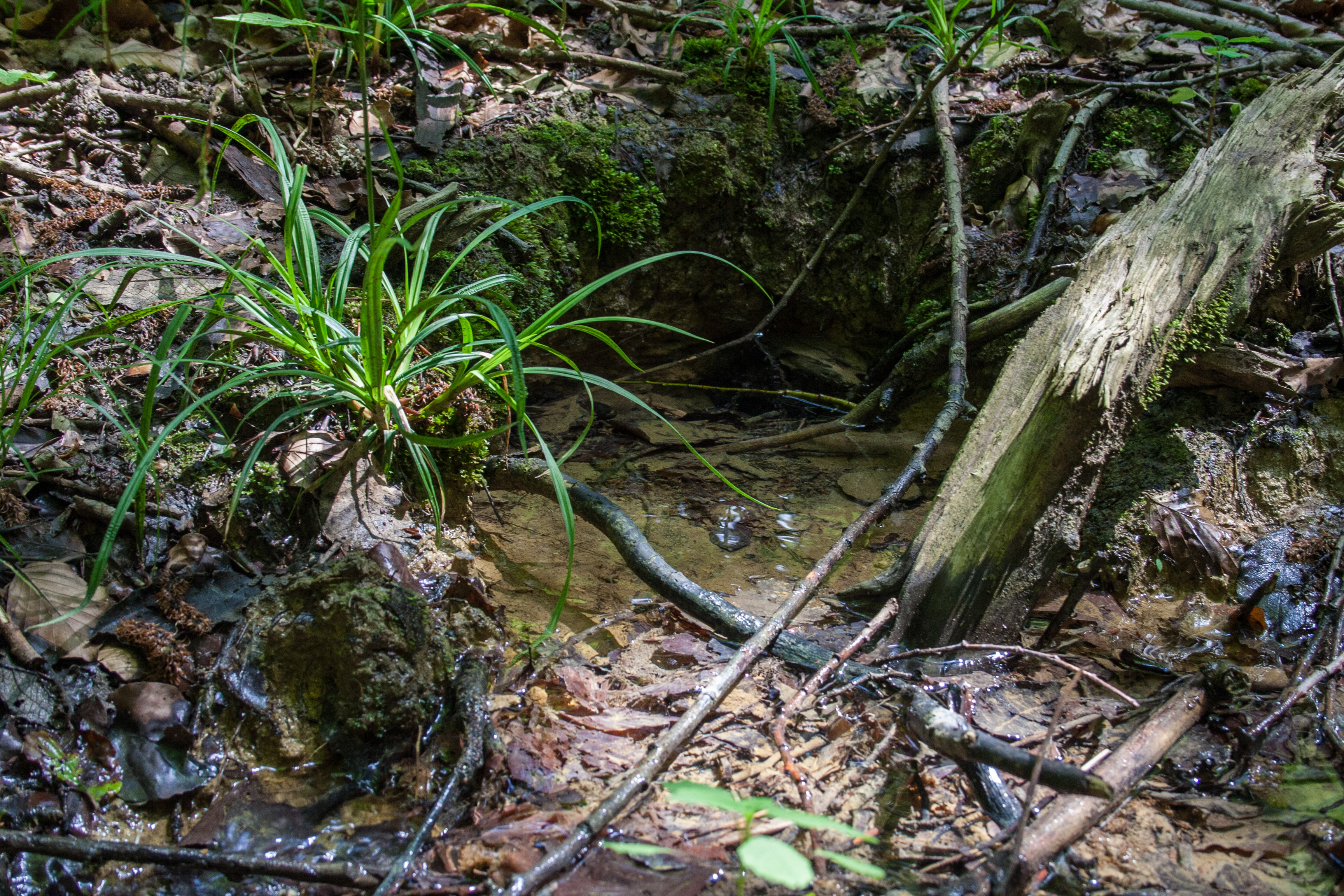
Der Quelltopf

Steinerne Rinnen sind seltene geologische Erscheinungen, die durch die Abscheidung von Kalk aus gemächlich fließenden Rinnsalen entstehen. Dabei muss kalkreiches Wasser an einer Schichtquelle austreten und an einem relativ flachen Hang langsam abfließen können. Das Quellwasser gibt hier durch Druckentlastung, Erwärmung und wegen Kohlendioxidentzugs durch Pflanzen einen Teil des in ihm gelösten Kalkes wieder ab. Der dabei ausfallende Kalk setzt sich vorzugsweise am Rand des Rinnsals ab.
Etwa 100 Meter oberhalb der Rinne befindet sich die Quelle des kleinen Rinnsals und hat hier auch einige Sinterterrassen gebildet. Sie entspringt im Grenzbereich von Dogger und Malm. Im Anschluss daran ist ein sehr kleines und etwa 50 Meter langes und niedriges Hochbett aus Travertin entstanden. Nach der Rinnenbildung mündet das Wasser in ein kleines Bachbett, welches nach etwa 1,2 Kilometer bei Hallershof in den Hammerbach mündet. Nach längeren Trockenperioden versiegt die Quelle.

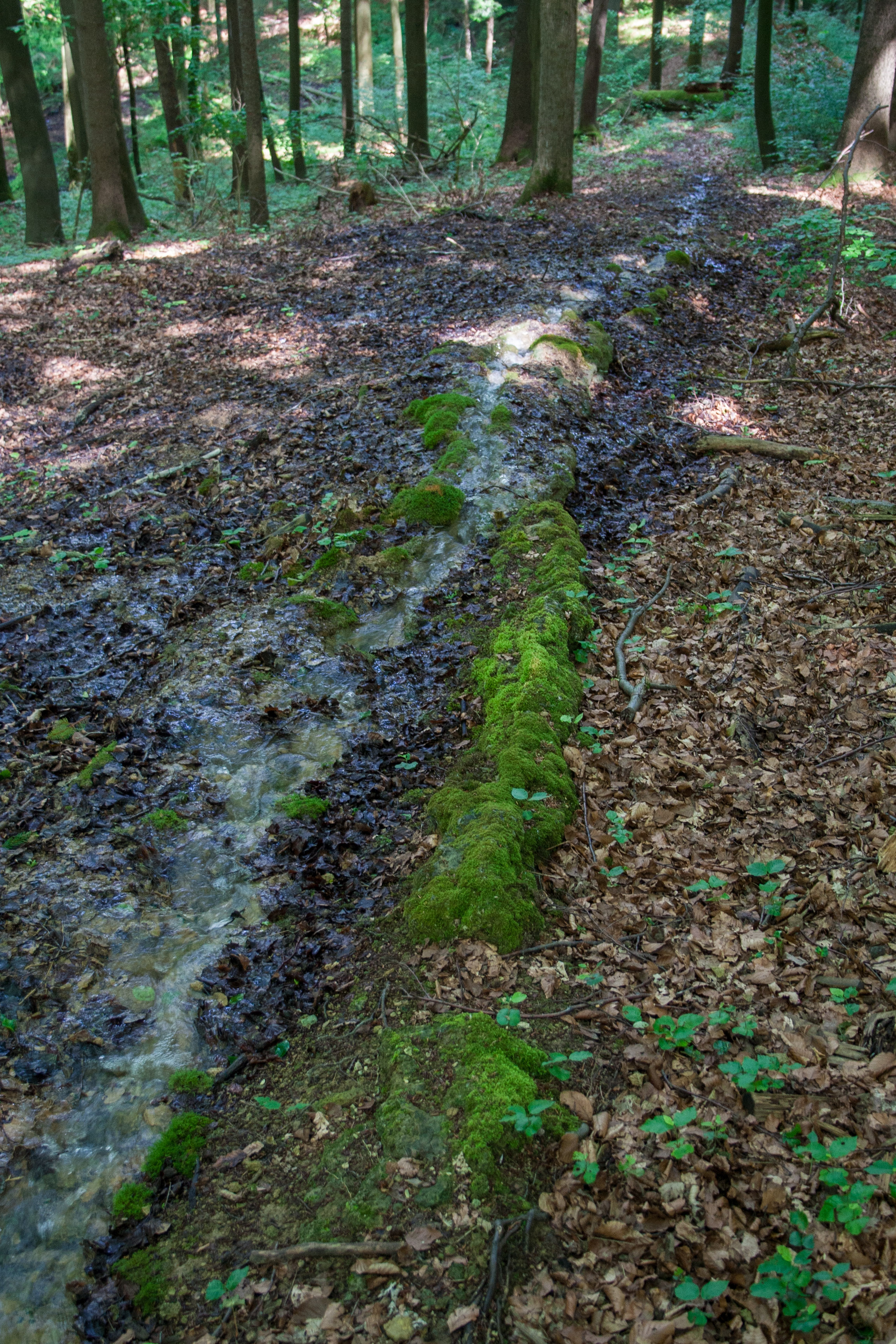
Zerstörte Rinne

Die Rinne wurde bereits mehrfach von Vandalismus heimgesucht und bietet derzeit (2014) einen wenig imposanten Anblick. Zum Schutz vor Betretung der Rinne wurde im Gelände ein Holzsteg angelegt, der 2012 grundlegend saniert wurde. Neben der beschädigten und trocken gefallenen ursprünglichen Rinne, entsteht bereits wieder eine neue.

## Geotop
Die Rinne ist vom Bayerischen Landesamt für Umwelt (LfU) als bedeutendes Geotop (Geotop-Nummer: 574R026) ausgewiesen.

## Zugang
Die Steinerne Rinne ist ganzjährig frei zugänglich. Der Ort ist nur zu Fuß oder mit dem Fahrrad zu erreichen. In unmittelbarer Nähe führen zahlreiche Wanderwege wie der Frankenweg, der Frankenalb-Panoramaweg und der Main-Donau-Weg vorbei.